# European Pride Organisers Association
De European Pride Organisers Association (EPOA) - het Verbond van Europese (Gay-)Pride Organisatoren - is een netwerk van Europese lgbt-pride organisaties, gevestigd te Brussel. EPOA is in 1991 in Londen opgericht en is de houder van de rechten op de titel EuroPride. Het doel van EPOA is het promoten van lgbt-pride op een pan-Europees niveau en om lokale en nationale Gay Pride-organisaties te steunen in hun inspanningen voor het organiseren en promoten van Pride-evenementen. EPOA streeft ook naar het faciliteren van het organiseren van netwerken en bevorderen van kennis en ervaring onder haar leden. Een van de middelen om dit te bereiken is het organiseren van een jaarlijkse conferentie.
EPOA biedt elk jaar de rechten op het gebruik van de titel EuroPride aan telkens een ander lid van haar organisatie. Het bestuur houdt de organisatie draaiende en zorgt voor een financieel gezond beleid. Hij zorgt ook voor representatie naar de media en andere organisaties en dat het geld wordt besteed in lijn met de doelen van EPOA. Er wordt ook specifiek contact gezocht met nieuwe organisaties om hen uit te nodigen voor de jaarlijkse conferentie en zich aan te melden als lid. Het bestuur werkt ook samen met de organisatoren van de jaarlijkse EuroPride en helpt hen met de organisatie en de promotie binnen en buiten de EPOA.
De AGM is de jaarlijkse vergadering van alle leden van de organisatie. Deze wordt meestal gehouden in de stad die de volgende EuroPride gaat organiseren. Er wordt teruggeblikt op de vorige EuroPride en leden worden uitgenodigd hun plannen voor de volgende EuroPride voor te leggen, waarna besloten wordt in welke stad die zal gaan plaatsvinden.

## Leden
- ACEGAL Barcelona – Barcelona Pride
- Aegal Madrid – Madrid Pride
- Arcigay Milano – Milano Pride
- Associação LGBT Pride Azores
- Athens Pride
- Belgrade Pride
- Bergen Pride
- Berliner CSD e.V. / Berlin Pride
- Braunschweig Pride / Verein für sexuelle Emanzipation e.V.
- Circulo di cultura omosessuale Mario Mieli / Roma Pride
- Copenhagen Pride
- CSD in Konstanz e.V. – Konstanz Pride
- CSD Rhein-Neckar – Rhein-Neckar Pride
- Cumbria Pride
- Dublin LGBTQ Pride Ltd. – Dublin Pride
- Fierté Montpellier – Tignes Pride
- Fundacja Rownosci (Equality Foundation, Poland) – Warsaw pride
- Gay Pride de Strasbourg (Festigays)
- Hamburg Pride
- Hinsegin dagar í Reykjavík – Pride Reykjavik
- Hosi Wien – Vienna Pride
- Information Center – 'GenderDoc-M' / Moldovia
- Klust.org – Cologne Pride
- Lithuanian Gay League – Vilnius Pride
- Mozaika – LGBT and their friends Alliance / Riga
- Oslo Pride
- Portugal Gay Porto – Porto Pride
- Prague Pride
- Pride in London
- Roze Zaterdagen Nederland
- Stichting Amsterdam Gay Pride – Amsterdam Gay Pride
- Stockholm Pride
- Szivárvány Misszió Alapítvány (Rainbow Mission Foundation) – Budapest Pride
- The Belgian Pride
- Thessaloniki Pride
- WestPride / Gothenburg
- Zurich Pride Festival